# 坂口奈央
坂口 奈央（さかぐち なお、1975年4月19日 - ）は、日本の社会学研究者、岩手大学地域防災研究センター准教授。災害社会学専攻。元岩手めんこいテレビアナウンサー。静岡県富士市出身。血液型はB型。

## 略歴
- 静岡県立富士高等学校、亜細亜大学法学部卒業。
- 1999年に岩手めんこいテレビに入社。主に自社製作の情報番組などを担当。
- フジテレビアナウンサーの佐野瑞樹は小・中・高の先輩であり、佐野アナの弟とは同級生である。
- 2003年1月から『めざましテレビ』の岩手担当リポーターに就任。2008年9月まで5年9ヶ月にわたり務めた。
- 東日本大震災発生後、震災復興への関与を志し、2012年7月をもって退社。[1]
- 2013年4月、岩手県立大学大学院総合政策研究科（岩手県滝沢市）に入学[2]。2016年4月、東北大学大学院文学研究科に入学、環境社会学を専攻する[3][4]傍ら、日本災害復興学会復興支援委員兼広報委員として活動[5]。
- 2023年より岩手大学地域防災研究センター准教授[6]。

## 岩手めんこいテレビ在籍時の出演番組
- あなろぐ an@log
- めざましテレビ（岩手中継担当）
  - めざましどようび（同上）
- 耳Tab
- ピンクのしっぽ(2000年)
- 勝ちそーTV
- 坂口2254
- めざましテレビ公認 わがまま!気まま!旅気分（mit制作分、BSフジでも放送）
- 大奥 (2006年の映画)（エキストラ出演・FNS岩手代表）
- mitスーパーニュース（金曜メインキャスター）
- mitニュース
- FNNスピークローカルニュース

## 著書
- 生き続ける震災遺構 三陸の人びとの生活史より（2025年 ナカニシヤ出版 ISBN 9784779518508）